# Rajdowe Mistrzostwa Europy 1957

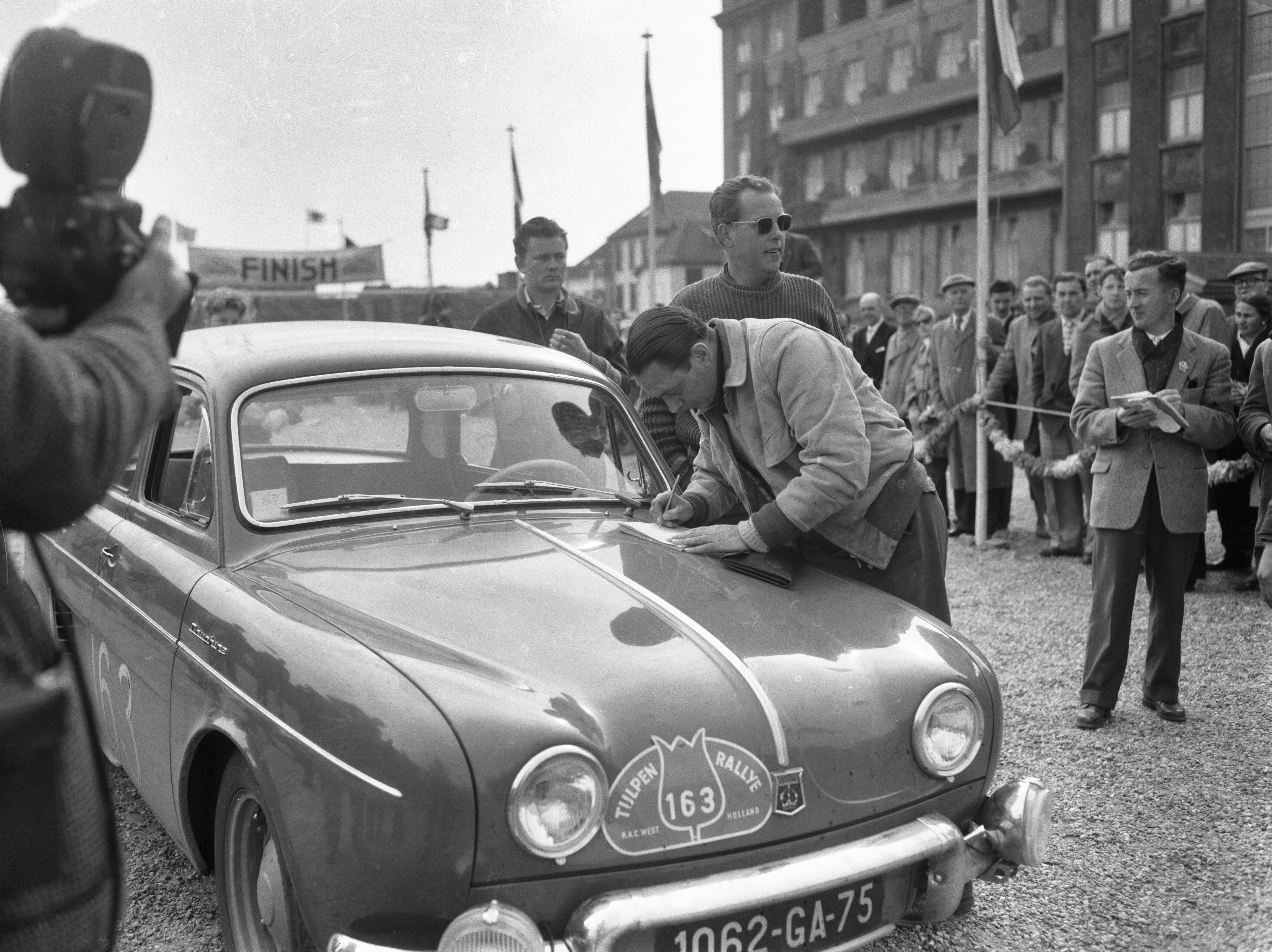
Hans Kreisel zwycięzca Rajdu Tulipanów 1957 przy swoim samochodzie Renault Dauphine

Sezon Rajdowych Mistrzostw Europy 1957 był 5 sezonem Rajdowych Mistrzostw Europy (FIA European Rally Championship). Składał 9 rajdów, rozgrywanych w Europie.

## Kalendarz[1]
| Runda | Data              | Nazwa rajdu                           | Zwycięzca              | Wyniki |
| ----- | ----------------- | ------------------------------------- | ---------------------- | ------ |
| 1     | 25 lutego-1 marca | 8. Automobilistico Int. del Sestriere | Pier-Carlo Borghesio   | Wyniki |
| 2     | 24-28 kwietnia    | 5. Rajd Akropolu                      | Jean Estager           | Wyniki |
| 3     | 6-10 maja         | 9. Internationale Tulpenrallye        | Hans Kreisel           | Wyniki |
| 4     | 30 maja-2 czerwca | 1. AvD/ADAC Deutschland Rallye        | Leopold von Zedlitz ?  | Wyniki |
| 5     | 13-15 czerwca     | 8. Svenska Rallyt till Midnattssolen  | Thure Jansson          | Wyniki |
| 6     | 20-23 czerwca     | 26. Rallye International de Geneve    | Massimo Leto di Priolo | Wyniki |
| 7     | 24-28 lipca       | 6. Rallye Adriatigue                  | Ruprecht Hopfen        | Wyniki |
| 8     | 17-21 sierpnia    | 16. Liège-Rome-Liège                  | Claude Storez          | Wyniki |
| 9     | 9-12 września     | 7. Viking Rally                       | Nils-Fredrik Grøndal   | Wyniki |

1. ↑  Rajd został przerwany w połowie ze względu na śmierć króla Norwegii Haakona VII i jego wyników nie zaliczono do klasyfikacji sezonowej ERC.

## Klasyfikacja kierowców[1]
| Msc. | Kierowca               | ITA | GRE | NLD | GER | SWE | CHE | JUG | BEL | NOR | Punkty |
| ---- | ---------------------- | --- | --- | --- | --- | --- | --- | --- | --- | --- | ------ |
| 1    | Ruprecht Hopfen        |     | 16  |     |     |     |     | 1   |     |     | 32.0   |
| 2    | Martin Carstedt        |     |     | 4   |     | 3   |     |     |     |     | 13.0   |
| 3    | Claude Storez          |     |     |     |     |     |     |     | 1   |     | 12.0   |
| 3    | Massimo Leto di Priolo |     | 6   |     |     |     | 2   |     |     |     | 12.0   |

| Kolor     | Opis                   |
| --------- | ---------------------- |
| Złoty     | Zwycięzca              |
| Srebrny   | 2. miejsce             |
| Brązowy   | 3. miejsce             |
| Zielony   | Punktowane miejsce     |
| Niebieski | Ukończył nie punktował |
| Fioletowy | Nie ukończył NU        |
| Czarny    | Wykluczony X           |
| Biały     | Nie wystartował NW     |
| Puste     | Nie brał udziału       |

| Msc. | Kierowca               | ITA | GRE | NLD | GER | SWE | CHE | JUG | BEL | NOR | Punkty |
| ---- | ---------------------- | --- | --- | --- | --- | --- | --- | --- | --- | --- | ------ |
| 1    | Ruprecht Hopfen        |     | 16  |     |     |     |     | 1   |     |     | 32.0   |
| 2    | Martin Carstedt        |     |     | 4   |     | 3   |     |     |     |     | 13.0   |
| 3    | Claude Storez          |     |     |     |     |     |     |     | 1   |     | 12.0   |
| 3    | Massimo Leto di Priolo |     | 6   |     |     |     | 2   |     |     |     | 12.0   |

| Kolor     | Opis                   |
| --------- | ---------------------- |
| Złoty     | Zwycięzca              |
| Srebrny   | 2. miejsce             |
| Brązowy   | 3. miejsce             |
| Zielony   | Punktowane miejsce     |
| Niebieski | Ukończył nie punktował |
| Fioletowy | Nie ukończył NU        |
| Czarny    | Wykluczony X           |
| Biały     | Nie wystartował NW     |
| Puste     | Nie brał udziału       |